# Ammern (Unstruttal)
Ammern ist ein Ortsteil der Gemeinde Unstruttal im Unstrut-Hainich-Kreis in Thüringen.

## Geografie
Der Ortsteil Ammern liegt nördlich von Mühlhausen/Thüringen am Stadtrand und in der Unstrutaue. Östlich des Dorfes verläuft durch die angrenzende Gemarkung die stark befahrene Bundesstraße 247. Sie führt in das Eichsfeld. Es gibt einen Haltepunkt an der Bahnstrecke Gotha–Leinefelde. Die Ackerböden in der Aue bestehen aus Schwemmland und an den Übergängen zu den höher gelegenen Flächen sind die Böden grundwasserferner und aus Muschelkalk. 210 m über NN ist am Pegel Ammern vermessen.

## Geschichte

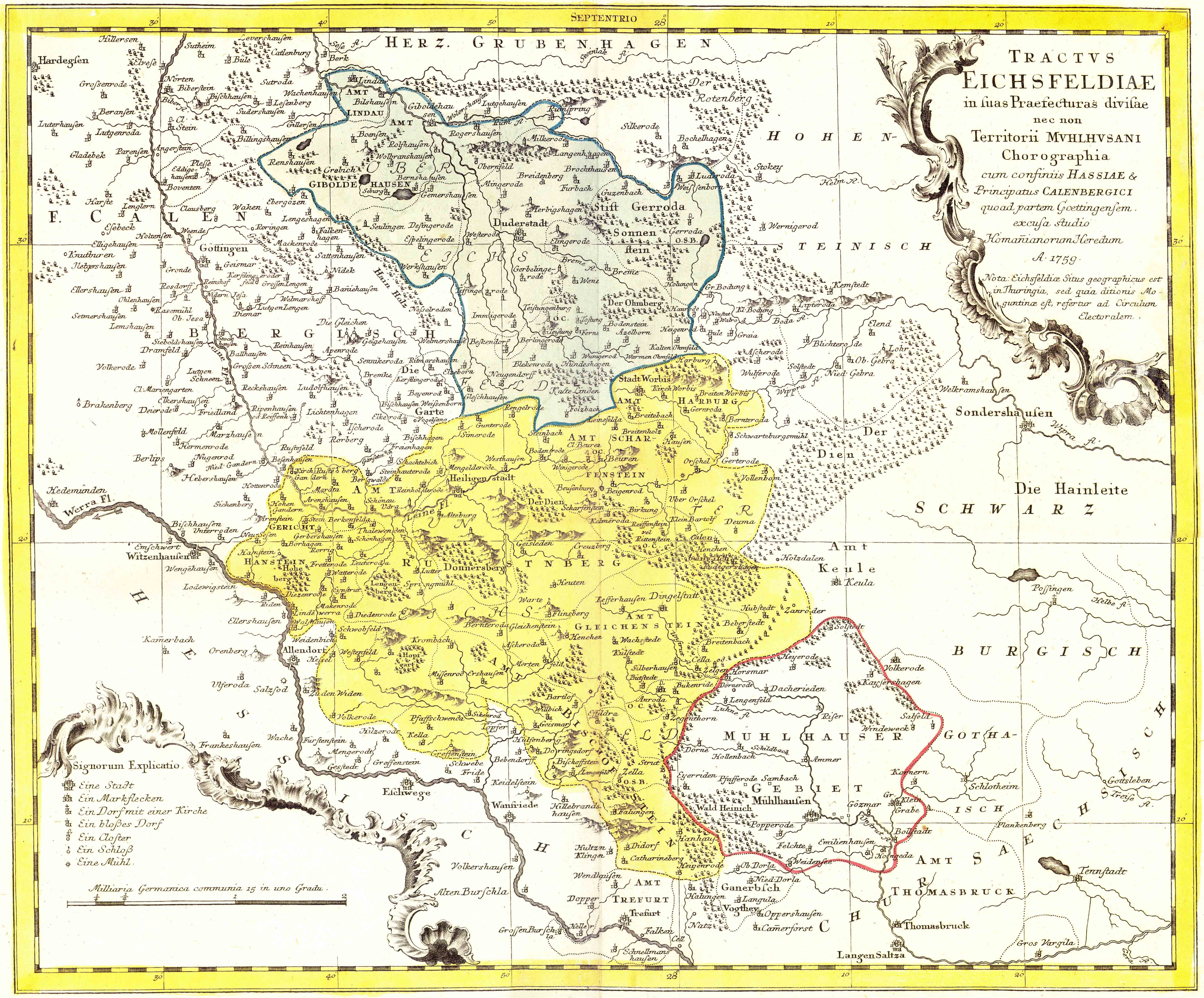
Das Eichsfeld und das Gebiet der Freien und Reichsstadt Mühlhausen mit Ammer (Ammern) um 1759 (Die Karte enthält einige Fehler: siehe Kartenbeschreibung auf Commons)

Am 28. Januar 897 wurde Ammern erstmals urkundlich erwähnt.
Über Jahrhunderte zählte der Ort zum Einflussbereich der Reichsstadt Mühlhausen. 1565 zählte man im Ort Ammera 72 Mann Bevölkerung.
1802 fiel Ammern zusammen mit Mühlhausen an das Königreich Preußen, von 1807 bis 1813 an das von Napoleon geschaffene Königreich Westphalen (Kanton Dachrieden) und wurde nach dem Wiener Kongress 1816 dem Landkreis Mühlhausen in der preußischen Provinz Sachsen zugeordnet.
Am 2. September 1995 erfolgte der am 14. März 1995 beschlossene Zusammenschluss der Gemeinden Dachrieden, Ammern, Horsmar, Eigenrode und Kaisershagen zur Gemeinde Unstruttal, die ihren Verwaltungssitz in Ammern hat.

## Kultur und Sehenswürdigkeiten
- Die evangelische Dorfkirche St. Vitus wurde um 1270 als Chorturmkirche errichtet und wohl im 18. Jahrhundert erneuert. Die letzte Sanierung der Kirche erfolgte in den Jahren 1998 bis 2000 mit Fördermitteln der Deutschen Stiftung Denkmalschutz.[4]

## Persönlichkeiten
- Johann Sebastian Koch (* 16. Juni 1689 in Ammern; † 17. Januar 1757 in Schleiz), Sänger und Hofkapellmeister